# Poblado Tres
Poblado Tres es una localidad ubicada en el municipio de Tres Valles en el estado mexicano de Veracruz. En el 2010 tenía una población de 2322.

## Geografía
Se encuentra ubicada en las coordenadas, la mayor parte del tiempo es caluroso y en temporadas de lluvia la humedad abunda 
18°17′26″N 96°05′31″O / 18.29056, -96.09194

## Reacomodo
La población se crea a partir de uno de los tantos reacomodos que se dieron debido a la construcción de la presa Cerro de Oro.